# Сахно, Иванна Анатольевна
Иванна Анатольевна Сахно (укр. Іванна Анатоліївна Сахно; род. 14 ноября 1997, Киев, Украина) — украинская и американская актриса, известная своими ролями в ситкоме «Леся+Рома» (2005—2008), биографической ленте «Иван Сила» (2013), блокбастере «Тихоокеанский рубеж 2» (2018), экшн-комедии «Шпион, который меня кинул» (2018) и телесериале «Асока» (2023).

## Биография
Иванна Сахно родилась в Киеве в семье кинематографистов — режиссёра Галины Кувивчак-Сахно и оператора Анатолия Сахно. У неё есть старший брат Тарас Сахно. Владеет украинским, русским и английским языками.
В детстве мечтала стать таксистом или фигуристкой, но в итоге стала актрисой.
На Украине Сахно обрела известность после появления в первом ситкоме «Леся+Рома» (2005—2008) и в фильме «Иван Сила» (2013).
В возрасте 15 лет вместе с родителями переехала в Лос-Анджелес. Там она училась в средней школе Беверли-Хиллз, а затем в Институте театра и кино Ли Страсберга, работая с Иваной Чаббак.
В Голливуде Иванна Сахно впервые заявила о себе после роли в малобюджетном фильме Томаса Данна «Дерево из тел» (2017).
В 2017 вышел ещё один малобюджетный голливудский фильм с участием Сахно — научно-фантастический хоррор-фильм «Забрать обратно нельзя».
В июне 2017 года в интервью программе «Кино с Яниной Соколовой» Сахно призналась, что после переезда в Америку вместе с родителями она была вынуждена жить отдельно от них и общаться с ними в основном через SMS, поскольку её менеджеры запретили ей общаться с ними вживую по-украински из-за опасения, что это может привести к появлению украинского акцента в её английском произношении.
В 2018 году вышли два крупнобюджетных блокбастера с участием Иванны Сахно. В октябре 2016 года актриса получила одну из главных ролей в фильме «Тихоокеанский рубеж 2», в котором она сыграла роль девушки-кадета по имени Вик.
В октябре 2017 года присоединилась к актёрскому составу ещё одного голливудского блокбастера — «Шпион, который меня кинул», в котором она сыграла роль наёмной убийцы.
В 2019 году была одним из членов жюри Международной конкурсной программы 10-го Одесского международного кинофестиваля.
В сентябре 2020 года вышел фильм ужасов «Пик страха» (англ. Let It Snow) с Иванной Сахно в главной роли. В том же году вошла в рейтинг «30 самых перспективных украинцев до 30 лет» по версии Forbes.
В 2021 году Сахно вошла в топ-100 самых успешных женщин Украины по версии журнала «Новое время».
В 2023 году вышел сериал «Асока» от Disney+, являющегося частью франшизы «Звездные войны», в котором Иванна сыграла роль наёмницы-джедая Шин Хати. В том же году сыграла главную роль в  видеоклипе ирландского музыканта Hozier на песню «Eat Your Young» о паре, которую разлучила война.

## Общественная позиция
Несмотря на то, что Сахно с 2013 года живёт и работает в США, она имеет сильные проукраинские взгляды. В частности, в 2014 году во время Евромайдана вместе с украинской диаспорой Лос-Анджелеса Сахно выходила на митинги в поддержку Украины.
В 2016 году на красной дорожке Каннского кинофестиваля Сахно появилась с табличкой в поддержку заключённого в России украинского режиссера Олега Сенцова.
В 2022 году выступила с критикой и осуждением российского военного вторжения в Украину.
В мае 2023 года стала одним из амбассадоров нового направления «Образование и наука» проекта United24.
Принципиально отказывается играть русских персонажей. Так во время локдауна из-за пандемии COVID-19, несмотря на штраф, разорвала контракт с Netflix, согласно которому должна была играть американку русского происхождения.

## Фильмография
| Год  |    | Русское название                            | Оригинальное название                       | Роль                |
| ---- | -- | ------------------------------------------- | ------------------------------------------- | ------------------- |
| 2005 | с  | Леся+Рома                                   | Леся+Рома                                   | Племянница Леси     |
| 2006 | тф | Женские слёзы                               | Женские слёзы                               | Соседка             |
| 2008 | тф | Учитель музыки                              | Учитель музыки                              | Саша                |
| 2008 | тф | Мужчина для жизни, или На брак не претендую | Мужчина для жизни, или На брак не претендую | Женька              |
| 2009 | тф | Контракт                                    | Контракт                                    | Соня                |
| 2009 | с  | Веское основание для убийства               | Веское основание для убийства               | Саша                |
| 2011 | с  | Бабье лето                                  | Бабье лето                                  | Маша                |
| 2013 | ф  | Иван Сила                                   | Іван Сила                                   | Милка               |
| 2013 | с  | Фродя                                       | Фродя                                       | Настя               |
| 2016 | ф  | Горные огни                                 | The Body Tree                               | Хелен               |
| 2016 | с  | Чёрный цветок                               | Чёрный цветок                               | Лера                |
| 2017 | ф  | Забрать обратно нельзя                      | Can’T Take It Back                          | Морган Роуз         |
| 2018 | ф  | Тихоокеанский рубеж 2                       | Pacific Rim: Uprising                       | Вик                 |
| 2018 | ф  | Шпион, который меня кинул                   | The Spy Who Dumped Me                       | Надежда             |
| 2020 | с  | Меломанка                                   | High Fidelity                               | Кэт Монро           |
| 2020 | ф  | Пик страха                                  | Let it snow                                 | Миа                 |
| 2022 | с  | Девушка и ночь                              | La jeune fille et la nuit                   | Винка Роквелл/Полин |
| 2023 | с  | Асока                                       | Ahsoka                                      | Шин Хати            |
| 2025 | ф  | М3ГАН 2.0                                   | M3GAN 2.0                                   | Амелия              |

### Музыкальные клипы
| Год  | Название песни | Название группы | Язык       | Источник |
| ---- | -------------- | --------------- | ---------- | -------- |
| 2016 | Bang Bang      | Green Day       | Английский | [ 24 ]   |
| 2023 | Eat Your Young | Hozier          | Английский | [ 17 ]   |

## Награды и номинации
| Награды и номинации | Награды и номинации | Награды и номинации                                                  | Награды и номинации | Награды и номинации |
| Год                 | Премия              | Номинация                                                            | Работа              | Результат           |
| ------------------- | ------------------- | -------------------------------------------------------------------- | ------------------- | ------------------- |
| 2016                | «Телетриумф»        | Актриса телевизионного фильма/сериала (исполнительница женской роли) | «Чёрный цветок»     | Победа              |